# Lorenz Morsbach

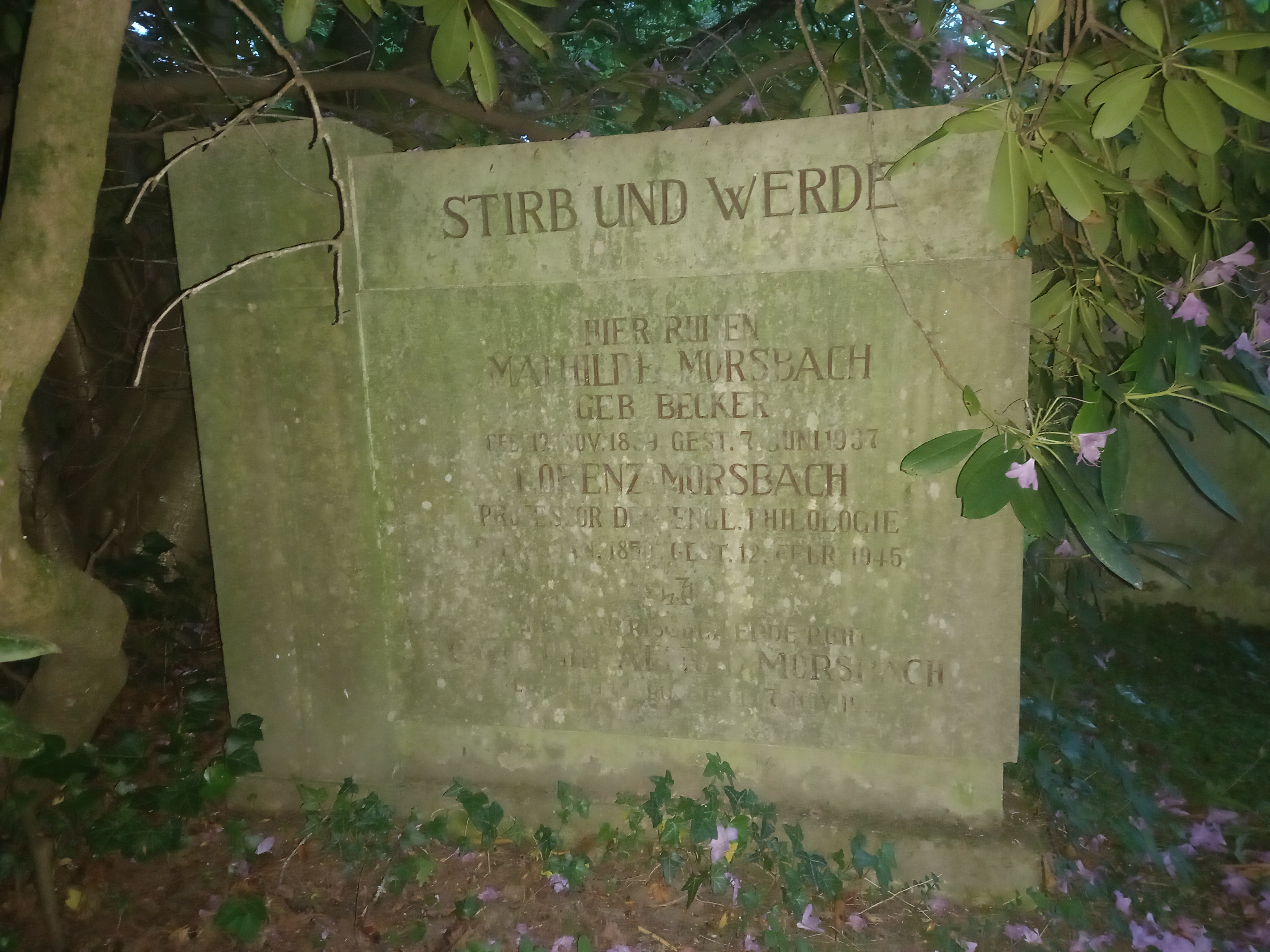
Das Grab von Lorenz Morsbach und seiner Ehefrau Mathilde geborene Becker auf dem Stadtfriedhof Göttingen

Lorenz Morsbach (* 6. Januar 1850 in Bonn; † 12. Februar 1945 in Göttingen) war ein deutscher Anglist an der Universität Göttingen.

## Leben
Der Sohn von Theodor Morsbach, Direktor einer Privatlehranstalt für junge Ausländer in Bonn, und Luise geb. Kipp, die seit 1870 altkatholisch waren, wurde in jungen Jahren bereits mit modernen Fremdsprachen bekanntgemacht. Zunächst studierte er aber 1869–1874 in Bonn klassische Philologie und Geschichte, daneben Sanskrit und vergleichende Sprachwissenschaft. 1874 promovierte er bei Franz Bücheler mit einer Arbeit zum Dialekt des Theokrit. Nach der Einrichtung des ersten neuphilologischen Lehrstuhls in Bonn 1876 studierte er neben dem Beruf bei Wendelin Foerster Neuphilologie und arbeitete dann am Gymnasium in Trarbach. Nach dem Tod seines Vaters übernahm er dessen Privatschule und habilitierte sich 1884 in Bonn bei Moritz Trautmann. Er gab die Privatschule auf und übernahm 1889 an der Universität Bonn die Stelle des Lektors und wurde 1892 zum außerordentlichen Professor ernannt. 1893 wurde er als Ordinarius nach Göttingen gerufen und führte das erste Proseminar an einer deutschen Universität ein. Im Auftrag des preußischen Kultusministeriums lehrte er 1910 als Austauschprofessor an den Universitäten von Chicago, Wisconsin und Ann Arbor.
Im Zusammenhang mit dem Kriegseintritt der USA gründete er 1917 den Englischamerikanischen Kulturkreis Göttingen, um die politische Bildung der Studenten und die Zusammenarbeit mit angelsächsischen Universitäten zu fördern. Das zog nach dem Ersten Weltkrieg einen umfangreichen Studentenaustausch nach sich. 1933 unterzeichnete er das Bekenntnis der Professoren an den deutschen Universitäten und Hochschulen zu Adolf Hitler.
Morsbach war Mitglied der Gesellschaft der Wissenschaften zu Göttingen (1902), Ehrenmitglied der Modern Language Association of America, der Linguistic Society of America u. der Philological Society (England). 1940 erhielt er die Goethe-Medaille für Kunst und Wissenschaft.
Der Neuphilologische Verein Göttingen (später Neuphilologische Verbindung Normannia Göttingen) im WKV ernannte Morsbach zum Ehrenmitglied.

## Werke
- Über d. Ursprung d. neuenglischen Schriftsprache, 1888;
- Mittelenglische Grammatik I, 1896;
- Grammatisches u. psychologisches Geschlecht im Englischen, 1913;
- Der Weg zu Shakespeare u. d. Hamlet-Drama, 1922;
- Mittelengl. Originalurkunden v. d. Chaucer-Zeit bis z. Mitte d. 15. Jh., 1923;
- Shakespeares Caesarbild, 1935;
- Shakespeares dramat. Kunst u. ihre Voraussetzungen, 1940